# 산둥반도

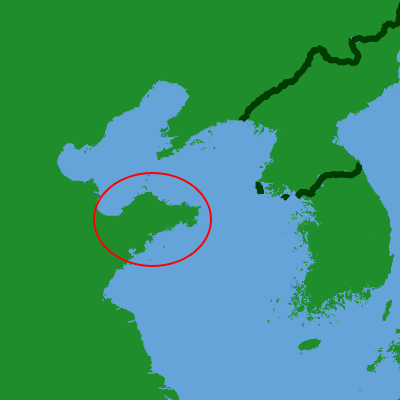
산둥반도의 위치

산둥반도(중국어 정체자: 山東半島, 병음: Shāndōng, 한자음: 산동반도)는 중화인민공화국 산둥성 동쪽에 있는 반도이다. 황해에 접해 있고, 바다쪽으론 한반도와 가까운 거리에 위치해 있다. 북쪽은 보하이해의 라이저우만에 접해 있다. 산둥반도는 산둥성을 이룬다.

## 역사
지금까지 발굴된 생물학적, 고고학적 자료를 통해 구석기 시대의 산둥반도는 지금보다 더 온난했을 것으로 추정하고 있다. 신석기 시대에는 중국 동맹의 일원인 동이족이 거주했으며 이들은 훗날 주나라 시대에는 한족으로 발전했다. 주나라 시대부터 산둥반도에서 유명인이 많이 배출되었는데 대표적으로 고대 중국의 대표적인 사회학자 맹자가 바로 이곳 출신이다.
주나라 붕괴 이후 이민족의 잦은 침입으로 주인이 여러번 바뀌었으나 한나라 대에 이르러 현대적 관점에서 보는 중국이 확립되며 산둥반도는 더이상 주인이 바뀌지 않게 되었다.
해상교역을 중요히 여겼던 당나라는 이곳에 국제 무역항을 설치해 산둥반도의 2차 전성기를 제공했고, 뒤이어 건국된 송나라도 산둥반도를 중하게 여기는 기조를 지속했다. 
그러나 원나라 때 산둥반도는 왜구의 극심한 침입에 시달렸고, 그 결과 무역항으로서 산둥반도의 역할은 19세기까지 중단되게 되었다.
1861년 청나라가 서구열강과 맺은 불평등 조약인 베이징 조약의 결과로 산둥반도는 열강의 식민지로 전락했다. 신해혁명을 일으킨 중국국민당은 산둥반도 탈환을  계획하고 북벌을 통해 주권을 되찾았다. 1937년부터 1945년까지 일본군이 이곳을 불법 점거하기도 했으나 항일 전쟁 승리를 통해 다시 해방되었다.
1947년 제2차 국공내전에서 산둥반도는 격전지가 되었고 중국공산당은 이곳을 차지해 결국 승리하고 중화인민공화국을 세웠다. 1992년 중화인민공화국과 대한민국이 수교하고 칭다오항 개항을 선언하면서 산둥반도는 다시 교역의 중심지로 부상하게 되었다.

## 산둥반도의 도시
산둥반도엔 26개의 도시가 존재하고 있다. 5개의 지급시(칭다오 등)와 21개의 현급시가 위치해 있다.

## 지리
황하 발원지의 곤륜산에 반대되는 황하의 끝쪽에 위치한 산동 곤륜인 쿤위산(崑嵛山)이 위치해 있다. 이 곳에서 가장 가까운 대한민국의 영토로는 백령도이다.

## 주요 도시 지역
| 도시       | 면적 (km²) | 인구       | 비고 |
| ---------- | ---------- | ---------- | ---- |
| 칭다오시   | 11,175.30  | 10,070,000 |      |
| 웨이팡시   | 16,004.89  | 9,386,700  |      |
| 옌타이시   | 13,746.47  | 7,102,100  |      |
| 르자오시   | 5,347.99   | 3,084,500  |      |
| 웨이하이시 | 5,697.98   | 2,906,500  |      |

## 같이 보기
- 중화인민공화국의 지리